# Cantone di Aubenas-1
Il Cantone di Aubenas-1 è una divisione amministrativa dell'arrondissement di Largentière.
È stato costituito a seguito della riforma approvata con decreto del 13 febbraio 2014, che ha avuto attuazione dopo le elezioni dipartimentali del 2015.

## Composizione
Comprende parte della città di Aubenas e i 15 comuni di:
- Aizac
- Antraigues-sur-Volane
- Asperjoc
- Genestelle
- Juvinas
- Labastide-sur-Bésorgues
- Labégude
- Lachamp-Raphaël
- Laviolle
- Mézilhac
- Saint-Andéol-de-Vals
- Saint-Joseph-des-Bancs
- Saint-Julien-du-Serre
- Ucel
- Vals-les-Bains